# مثل مجسمه
مثل مجسمه نام سومین آلبوم رسمی مهدی یراحی است که در تاریخ ۳ تیر ۱۳۹۴ خورشیدی منتشر شد. این آلبوم دارای ۱۲ قطعه است که یک قطعهٔ آن، قبلاً به صورت تک‌آهنگ منتشر شده بود.

## تک‌آهنگ
قطعه «آشوب» پیش از انتشار آلبوم، به صورت تک‌آهنگ منتشر شده بود.

## انتشار و فروش

### تأخیر در پخش
در ابتدا قرار بر این بود تا نیمه اول خرداد ماه (۱۳۹۴) روانه بازار شود ولی پس از گذشت نمیه اول خرداد و منتشر نشدن آلبوم، مهدی یراحی در همین زمینه گفتگوی کوتاهی با خبرنگارها داشت و اعلام کرد: «آلبوم مثل مجسمه قطعاً در ماه خرداد منتشر می‌شود. حساسیت ما برای ایده‌آل تر شدن فضای کارها است. طبیعتاً برای هنر و تمامی هنردوستان احترام ویژه‌ای قائل هستیم تا اثری درخور شأن را ارائه کنیم. از سوی دیگر می‌خواهیم هدف گذاری که برای تبلیغات و اطلاع‌رسانی دقیق اثر انجام داده‌ایم محقق شود. چند روزی است که پیش فروش آلبوم از طریق سایت «بیپ تونز» آغاز شده و انتشار قطعه «آشوب» و تیزر دوم بخشی از برنامه‌ریزی‌های ما تا زمان عرضه آلبوم جدید است.»
نهایتاً پس از گذشت چند روز از موعد پخش مهدی یراحی در صفحهٔ شخصی اینستاگرام خود اعلام کرد: «با ۳ روز تأخیر از طرف تهیه کننده و شرکت پخش، آلبوم سوم «مثل مجسمه» چهارشنبه سوم تیر نودوچهار در سراسر کشور پخش خواهد شد، به نوبه خود از همه مخاطبین فهیم و با معرفت بابت این تأخیر عذرخواهی می‌کنم.»

### پیش‌فروش
تنها دو هفته از پیش فروش آلبوم مثل مجسمه در سایت بیپ تونز نگذشته بود که توانست رکورد پرفروش‌ترین آلبوم منتشر نشده را نصیب خود کند و همچنین تیزر آلبوم بیش از ۳۹۵ هزار دانلود، محبوب‌ترین ویدئوی ماه در «تماشاخانه» سایت «موسیقی ما» شد.

## آهنگ‌ها
| مثل مجسمه  | مثل مجسمه            | مثل مجسمه      | مثل مجسمه      | مثل مجسمه    | مثل مجسمه |
| شماره      | نام                  | سراینده        | آهنگساز        | تنظیم‌کننده   | مدت       |
| ---------- | -------------------- | -------------- | -------------- | ------------ | --------- |
| ۱.         | «مثل مجسمه»          | امیرعلی بهادری | امیرعلی بهادری | هومن نامداری | ۴:۳۰      |
| ۲.         | «آشوب»               | امیرعلی بهادری | امیرعلی بهادری | سعید زمانی   | ۳:۲۲      |
| ۳.         | «باید می‌شناختیم همو» | امیرعلی بهادری | امیرعلی بهادری | آرون حسینی   | ۳:۱۵      |
| ۴.         | «آخرین اسیر»         | روزبه بمانی    | آرش فتحی       | سعید زمانی   | ۳:۴۶      |
| ۵.         | «داره گریه می‌کنه»    | رستاک حلاج     | رستاک حلاج     | هومن نامداری | ۴:۰۴      |
| ۶.         | «بهونه»              | امیرعلی بهادری | امیرعلی بهادری | کوشان حداد   | ۳:۳۷      |
| ۷.         | «سال درد»            | مونا برزویی    | معین راهبر     | معین راهبر   | ۴:۰۰      |
| ۸.         | «دوسِت نداشت»         | محسن رسولی     | رستاک حلاج     | هومن نامداری | ۳:۴۹      |
| ۹.         | «اشک و بارون»        | رستاک حلاج     | رستاک حلاج     | کوشان حداد   | ۳:۴۸      |
| ۱۰.        | «انفرادی»            | امیرعلی بهادری | امیرعلی بهادری | هومن نامداری | ۳:۳۱      |
| ۱۱.        | «اشتباه»             | روزبه بمانی    | علیرضا افکاری  | سعید زمانی   | ۳:۰۵      |
| ۱۲.        | «شونه‌های تو»         | سروش دادخواه   | مهدی یراحی     | هومن نامداری | ۳:۵۹      |
| مجموع مدت: | مجموع مدت:           | مجموع مدت:     | مجموع مدت:     | مجموع مدت:   | ۴۴:۵۰     |